# نيو ويندسور (نيويورك)
نيو ويندسور (بالإنجليزية: New Windsor, New York) هي بلدة أمريكية تقع في الولايات المتحدة في مقاطعة أورانج، نيويورك. يقدر عدد سكانها بـ 25,244 نسمة ومساحتها 95.9 كم2 وترتفع عن سطح البحر 156 متر.

## أعلام
- إيمي فيلدمان